# Seismograf

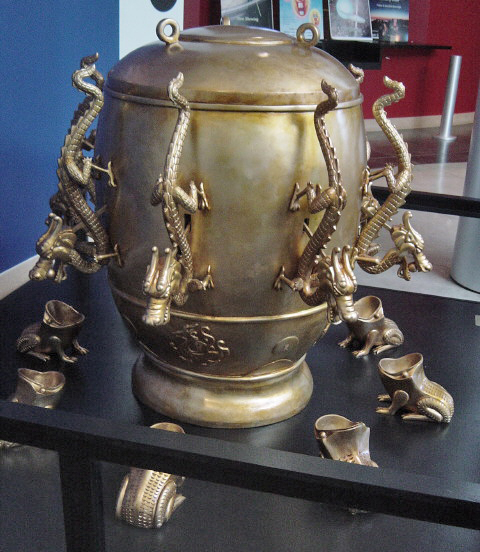
Houfeng Didong Yi - Seismograful refăcut al lui Zhang Heng (78–139)

Seismograful este un aparat care măsoară și înregistrează mișcările solului, în scopul analizei mișcărilor seismice provocate de cutremure de pământ, explozii și alte surse. Uneori mișcările seismice sunt provocate artificial, pentru prospecțiuni geofizice.
Seismometrul este un dispozitiv similar, care însă se limitează la partea de măsurare a seismografului; funcția de înregistrare este preluată de alte aparate.
Aparatele seismice înregistreză elementele cinematice ale mișcării purtând denumirea în funcție de elementele pe care le înregistrează:
- seismometru, aparat care înregistrează vectorul deplasare și pentru că de cele mai multe ori această înregistrare este grafică se mai numește și seismograf, iar rezultatul înregistrării se numește seismogramă;
- vitezometru (vitezograf), este instrumentul care înregistrează vectorul viteză, iar rezultatul înregistrării se numește vitezogramă;
- accelerometru (accelerograf), este aparatul care înregistrează vectorul accelerație, rezultatul înregistrării fiind accelerograma.

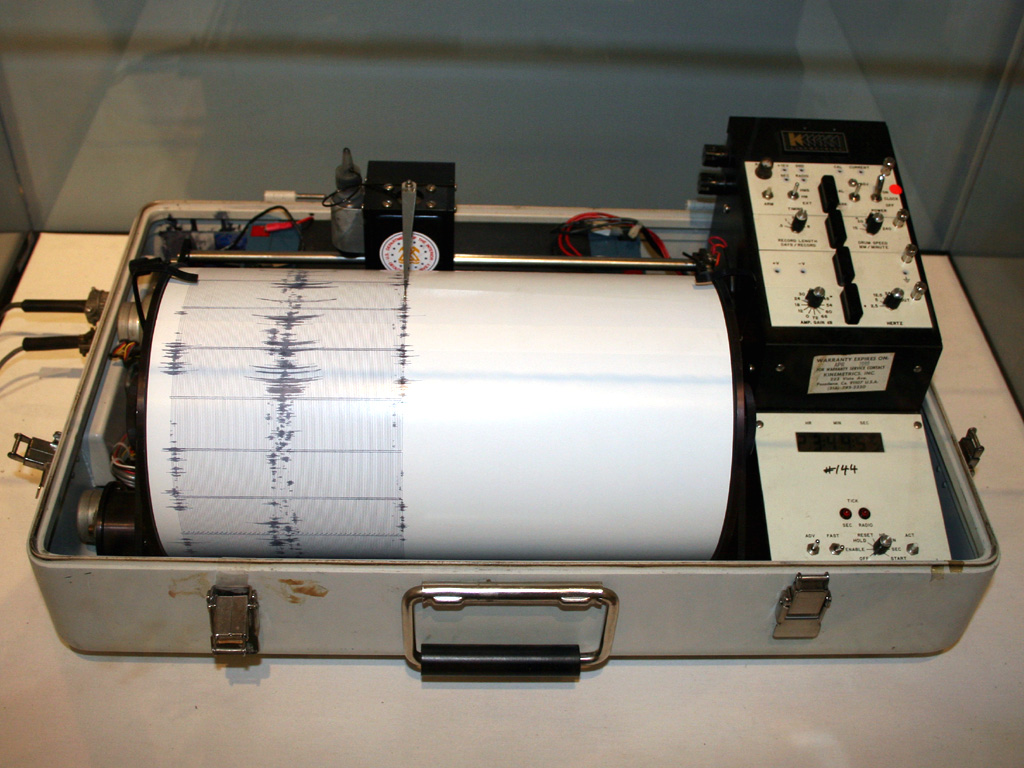
Seismograf

Numai seismometrele (deplasometru) funcționează permanent, pe seismogramă fiind înregistrat simultan și timpul, înregistrările acestora servind la determinarea coordonatelor spațio-temporale ale focarului, energiei sale precum și a altor parametri. În general, vitezometrele și accelerometrele nu funcționează permanent, ele fiind legate pentru a intra automat în funcțiune numai atunci când se produc cutremure care determină  o viteză sau o accelerație a solului. Din acest motiv ele nu înregistrează toate fazele cutremurului, ci doar faza maximă,  înregistrările fiind folosite pentru aprecierea energetică a cutremurului ca și pentru aprecierea comportării clădirilor la cutremur atunci când acestea sunt instalate în clădiri.
Deplasările provocate de cutremure în diverse puncte de observație din lume sunt în general foarte mici. Deplasările maxime provocate de cutremurele cele mai puternice sunt de ordinul de mărime -..., iar cele mai mici deplasări care se pot înregistra cu aparatele existente în prezent ajung la ordinul de mărime -...
Pentru a putea sesiza și înregistra deplasări atât de mici ale solului, acestea sunt amplificate într-un anumit raport de amplificare fixat prin construcția aparatului. Instrumentele seismice însă înregistrează deplasările solului amplificate într-un raport variabil, curba caracteristică ce descrie variația acestui raport fiind funcție de atât de constantele constructive ale aparatului dar și de frecvența undelor înregistrate. 
După locul unde sunt amplasate seimometrele se clasifică:
- Seismometre cu înregistrare directă, care înregistrează vectorul deplasare a solului tradus prin deplasarea masei M a pendului direct pe tamburul de înregistrare, desigur amplificat într-un raport dat.
- Seismometre cu înregistrare indirectă care transformă deplasarea masei M a pendulului în curent electric iar acesta este retransformat în deplasare care se înregistrează pe tambur.

Seismometrele cu înregistrare indirectă permit separarea senzorului (pendulului fizic) de înregistrator, cel care trebuie ferit de trepidații fiind senzorul. Această separare ajunge până la ordinul sutelor de kilometri, senzorii fiind instalați în mai multe puncte liniștite din țară, iar înregistratoarele fiind centralizate toate în aceeași încăpere, transmiterea informației seismice de la senzor la înregistrator fiind făcută prin unde radio.
În condiții deosebite, distanța senzor-înregistrator poate fi mărită mult. De pildă, pentru studiul seismicității Lunii senzorul a fost instalat pe Lună, iar înregistratorul pe Pământ. 
De asemenea, seismometrele se clasifică și după modul de obținere a înregistrării:
- Seismometre cu înregistrare mecanică, atunci când deplasarea este înscrisă cu ajutorul unei penițe cu cerneală sau un ac ce zgârie o hârtie afumată;
- Seismometre cu înregistrare optică, dacă un spot luminos influențează o hârtie fotografică
- Seismometre cu înregistrare pe bandă magnetică
- Seismometre cu înregistrare numerică.

## Istorie
În anul 132 d.Hr., Zhang Heng (張衡) din dinastia Han din China a inventat primul seismoscop (după definiția de mai sus), care a fost numit Houfeng Didong Yi (tradus ca „instrument pentru măsurarea vântului sezonier și al mișcărilor Pământului”).